# Hanne Birke
Hanne Birke, dansk orienterare som tog brons i stafett vid VM 1983.